# Interpol (группа)
Interpol — американская группа, играющая в жанрах инди-рока и постпанка. Группа образовалась в 1997 году в Нью-Йорке, бо́льшую часть существования в её состав входило четыре музыканта: Пол Бэнкс (вокал, гитара), Дэниэл Кесслер (гитара), Карлос Денглер (бас-гитара, клавишные) и Сэм Фогарино (ударные). До прихода Сэма Фогарино в 2000 году барабанщиком в группе выступал Грег Друди; Карлос Денглер расстался с её деятельностью в 2010 году — то есть, в настоящее время Interpol состоит из трёх человек.
Группу Interpol часто и во многом сравнивают с такими исполнителями, как Joy Division,
а также с The Strokes и The Chameleons, а её дебютный альбом Turn on the Bright Lights, выпущенный в 2002 году, вошёл в список «100 Лучших Альбомов 2000-х» журнала Rolling Stone. Следующие альбомы Antics (2004) и Our Love to Admire (2007) также поддержали дальнейший успех Interpol. В 2010 году был выпущен четвёртый альбом, названный в честь самой группы. Пятый альбом El Pintor вышел осенью 2014 года.

## История группы

### 1997—1998: Формирование
История Interpol началась с гитариста Дэниэла Кесслера — именно он является основателем группы, родившимся в Англии, но большую часть жизни живущий в Нью-Йорке. «Я приехал оттуда, где не был по-настоящему смел. Мне понадобилось много времени, чтобы понять: если я не сделаю шаг в музыку и не найду себе группу, чтобы быть в ней, для меня, скорее всего, всё закончится очень печально. У меня никогда не было мании величия, но у меня возникло такое хорошее чувство, когда я писал песни — даже при том, что они были очень личными и никто никогда не слышал их — что я знал: я должен попытаться сделать это» (Дэниэл Кесслер). Несмотря на то, что группа Interpol приступила к творчеству в 1998 году, Дэниэл Кесслер считает, что она образовалась годом раньше — как раз тогда он познакомился с её будущими участниками. По его мнению, музыканты сошлись не столько из-за общих интересов, сколько по желанию просто собрать группу. Во время учёбы в Нью-Йорксом университете у Дэниэла уже был в друзьях начинающий барабанщик Грег Друди, с которым они жили в одной комнате в общежитии и любили вместе играть. На одной из лекций по философии Дэниэл познакомился с Карлосом Денглером и узнал, что тот уже некоторое время играл на гитаре. С исполнителем песен Полом Бэнксом Кесслер уже был знаком: много лет назад они виделись в Париже, и когда они вновь случайно встретились на улице в Нью-Йорке, Кесслер вспомнил, что Бэнкс был гитаристом, и пригласил его в свою группу.
На ранних выступлениях группа использовала разные названия, большинство из которых музыканты считали неудачными; среди них были Las Armas (с исп. «Оружия») и The French Letters (с англ. «Письма на французском»). Иногда группа давала концерты и вовсе без названия. Когда число их поклонников стало расти, музыканты решили, что группе необходимо окончательно утверждённое имя: «Парни, мы собираем приличные толпы, но как… у нас нет названия, никто ведь не будет знать, на чьё выступление он пойдёт в следующий раз». Считается, что название Interpol пришло в голову Полу Бэнксу: «Я всегда интересовался шпионскими штучками, работой спецслужб и тому подобным». В школьнические годы Бэнкса часто дразнили «Пол-Пол, Интерпол!», и когда он поведал об этом остальным членам группы, они решили: «А давайте назовемся Interpol — интересно, загадочно и нестандартно». Принятие этого названия, однако, поначалу повлекло за собой множество недоразумений: не знающие о группе люди по ошибке обращались к ним по электронной почте с заявлениями об угоне автомобилей, мошенничестве и потере близких, думая что пишут интернациональной полиции. Свою первую демозапись с тремя песнями группа Interpol самостоятельно распространяла на аудиокассетах в 1998 году.

### 2000—2005: Сотрудничество с Matador Records

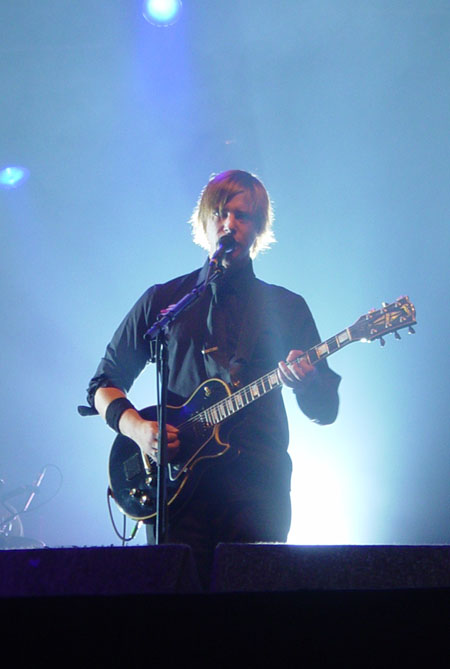
Пол Бэнкс, ведущий вокалист и гитарист на концерте Interpol в Дании в 2005 году.

В 2000 году у группы появился первый студийный релиз — мини-альбом Fukd ID #3, записанный на музыкальном лейбле Chemikal Underground. После выхода Fukd ID #3 в группе произошёл раскол: из-за «непреодолимых творческих разногласий» Interpol покинул барабанщик Грег Друди. Как заявляют музыканты, Грег с тех пор не то чтобы оставался в плохих отношениях с ними — их пути просто разошлись. Группе потребовался новый барабанщик, но он нашёлся быстро: Дэниэл Кесслер позвал Сэма Фогарино — работника музыкального магазина, который Interpol неоднократно посещала.
Как только Interpol набрала достаточно средств для записи первого полноценного альбома, её музыканты обратились к независимому лейблу Matador Records и послали имеющиеся у них записи его сопредседателю Джерарду Кослою. Он оценил их творчество, но ответил, что на тот момент издательство пока не могло принять их. После длившейся целый год переписки группа решила отправить туда несколько демозаписей, которые сильно понравились Кослою, а также его партнёру Крису Ломбарди. Вследствие этому, 4 июня 2002 Matador Records сперва выпустил мини-альбом Interpol EP с тремя песнями — «PDA», «NYC» и «Specialist». Когда он получил положительную критику, группа Interpol приступила к записи своего дебютного альбома Turn on the Bright Lights, который был издан 19 августа 2002 года. Turn on the Bright Lights принёс группе большой успех, завоевав 59-е место в «100 Лучших Альбомов Десятилетия» журнала Rolling Stone и 1-е в «Топ-50 Альбомов 2002» сайта Pitchfork Media, где творчество Interpol сравнивали с такими постпанк группами прошлых десятилетий как Joy Division, Echo & the Bunnymen и Mission of Burma.
В конце 2003 года добившаяся успеха группа Interpol вновь собралась в Matador Records для записи своего второго альбома. Этот альбом, названный Antics и выпущенный 28 сентября 2004 года, поддержал популярность группы и разошёлся в количестве около 488 000 экземпляров в Соединённых Штатах. После выхода Antics Interpol отправилась в мировой концертный тур — на тот момент самый большой по длительности и местах выступлений. Длительность тура составила около 18 месяцев, в течение которых музыкантам Interpol довелось играть на сцене с группами «U2 и The Cure, а также записать сингл „Direction“ для саундтрека к сериалу Клиент всегда мёртв».

### 2006—2007: Capitol Records и третий альбом
О следующем, третьем альбоме Interpol впервые сообщил вокалист Пол Бэнкс на официальном сайте группы: после некоторого отдыха от своего творчества музыканты собрались вновь и проработали шесть месяцев над новым материалом. Однако, их контракт с лейблом Matador Records истёк, и для третьего альбома группе нужно было искать новое издательство. Поначалу ходили слухи, что им станет Interscope Records, но барабанщик Сэм Фогарино опроверг их, назвав это чистым предположением. 14 августа 2006 года на своём официальном сайте группа сообщила, что их новый альбом будет выпущен крупным лейблом Capitol Records; 1 сентября эту новость подтвердило предыдущее издательство Matador Records.
Третий альбом, Our Love to Admire, вышел 10 июля 2007 года. Группа Interpol впервые записывала альбом в Нью-Йорке и впервые стала использовать клавишные инструменты в своей музыке. Многие выразили мнение, что Our Love to Admire сильно отличается от двух предыдущих альбомов, и в результате перехода к лейблу Capitol Records Interpol начала равняться на массовую культуру — сайт Pitchfork, например, посчитал, что «коллектив стал больше похож на депрессивную U2, чем на опиумный Joy Division». Но у Interpol на это был свой ответ: «Минимализм стиля на тех обоих пластинках принёс нам успех, так как это произвело первое впечатление на публику. Теперь, я думаю, у нас есть много пространства и свободы, чтобы делать что-то независимо от того, о чём мы думаем творчески, потому что наше амплуа уже установлено. Люди понимают, кто мы и что мы делаем, и в мыслях мы никогда не ограничивались индивидуальностью нашего звука и нашего стиля» (Пол Бэнкс). Бэнкс не ошибся в своих словах, и Our Love to Admire, несмотря на разочарованные отзывы с одной стороны, получил признание поклонников Interpol и заработал долю положительных оценок музыкальных критиков.

### 2008—2010: Четвёртый альбом и уход Карлоса Денглера

Пол Бэнкс исполняет «Barricade» на выступлении в Москве

После концертного тура Our Love to Admire музыканты устроили перерыв и занялись другими проектами: бас-гитарист Карлос Денглер работал над короткометражным фильмом My Friends Told Me About You, а вокалист Пол Бэнкс в 2009 году выпустил свой сольный проект Julian Plenti is… Skyscraper. 6 марта 2009 года Interpol сообщила на своём официальном сайте о возобновлении музыкальной деятельности и упомянула о работе над песнями для их следующего альбома. По словам музыкантов, их новые творения получались очень «жизненными» и они чувствовали себя «новой группой». Барабанщик Сэм Фогарино рассказывал, что в этом альбоме группа вернётся к звучанию дебютного Turn on the Bright Lights, однако вокалист Пол Бэнкс не был согласен с этим: по его мнению, с новым альбомом Interpol делает ещё один шаг вперёд, и Turn on the Bright Lights он напоминает лишь игрой гитариста группы («Это всё Дэниэл — он действительно пропитан им»). Первый сингл будущего альбома, «Lights», Interpol разместил на своём сайте 29 апреля 2010 года.
9 мая группа Interpol сообщила на своём официальном сайте об уходе из группы бас-гитариста и клавишника Карлоса Денглера. Это решение, которое Карлос принял сам, не имело отрицательного характера и было принято по взаимному согласию с самой группой. «Он решил следовать другим путём и идти к новым целям. Это дружественное расставание, и мы от всего сердца желаем ему огромного счастья и успеха. Мы остаёмся, как и всегда, должными поклонниками этого блистательно талантливого человека». Примерно три месяца спустя Сэм Фогарино дополнил, что причиной ухода также стала сильная потеря интереса Карлоса к игре на бас-гитаре, особенно на концертных турах, один из которых должен был начаться после выхода нового альбома. Тем не менее, некоторое время Денглер всё же оставался в Interpol, чтобы вместе с группой дописать четвёртый альбом. В начале июня 2010 для замены Карлоса на концертных выступлениях группа пригласила двух сессионных участников: Дэвида Пайо (бывшего музыканта Slint и других коллективов) для игры на бас-гитаре и участника группы Secret Machines Брэндона Кёртиса, исполняющего клавишные партии и бэк-вокалы.
Запись нового материала проходила в нью-йоркской студии звукозаписи Electric Lady Studios — там же, где записывался Our Love to Admire, однако музыканты Interpol не стали оставаться с Capitol Records и вернулись к лейблу Matador. Четвёртый альбом под одноимённым с группой названием Interpol был выпущен 7 сентября 2010 года.

### 2014:El Pintor
9 сентября 2014 года группа Interpol выпустила пятый студийный альбом под названием El Pintor. Во время концертного тура в ноябре 2014, музыканты Interpol оказались одними из многих, кто попал под экстремальные заморозки в Северной Америке в Буффало.

### 2016—2019:MarauderиA Fine Mess
В сентябре 2016 Пол Бэнкс рассказал в интервью на Beats 1, что группа продолжит записывать песни осенью. В январе 2017 года Interpol объявили: их шестой альбом выйдет в 2018 году, и что они отправятся в тур по случаю 15-летия Turn On the Bright Lights, исполнив альбом полностью. В промежутке между туром и анонсом нового альбома они выпустили EP, состоящий из бонус-треков с El Pintor. Бонус треки: «The Depths», «Malfeasance» и «What Is What».
24 мая 2018, интернет-СМИ Pitchfork отметил, что название нового альбома будет Marauder. В июне 2018 группа провела пресс-конференцию в Мехико и сообщили дату релиза Marauder, 24 августа 2018. В тот же день они выпустили первый сингл с альбома, «The Rover». Через месяц вышел второй сингл с альбома — «Number 10». 23 августа вышел музыкальный клип на сингл «If You Really Love Nothing».
28 марта группа анонсировала новый EP A Fine Mess, состоящий из песен записанных для Marauder, но не вошедших в финальную версию альбома. A Fine Mess  вышел 17 мая 2019 года.

### 2020—настоящее время:The Other Side of Make-Believe
Летом 2020 года, группа начала записывать новый материал для седьмого студийного альбома. Пандемия COVID-19 немного усложнила процесс записи; группа написала пост в Instagram, что сначала им «пришлось использовать Интернет для формирования идей и удаленного общения», прежде чем они смогли лично встретиться в доме, который находился в Катскилл. К полноценной записи альбома они приступили в 2021 году в Лондоне, совместно с продюсерами Марком Эллис и Аланом Молдером. Первый сингл с предстоящего альбома, «Toni», был выпущен 7 апреля. Альбом был назван The Other Side of Make-Believe, и выпущен 15 июля 2022.

## Особенности стиля
Характерной чертой музыки группы Interpol является обширное использование стаккато: как правило, ноты не тянутся, а часто и монотонно повторяются, причём во всех гитарных партиях сразу (примером может послужить начало песни «Say Hello to Angels»). Одним из частных случаев такого исполнения является характерная «гитарная перекличка»: два разных инструмента исполняют партии, которые можно было бы исполнить на одном инструменте, однако такие небольшие различия в тембре инструментов, в свою очередь, и создают уникальное звучание. Подобный приём можно услышать, например, в припеве «Obstacle 1», когда два инструмента сначала играют одну ноту в унисон, а затем один из инструментов запаздывает на одну долю и гитары начинают своё чередование. В ритм-партиях, которые обычно исполняет Пол Бэнкс, аккорды, как правило, берутся в одном направлении, сверху вниз.
В музыке зачастую применяются сходные приёмы, в частности вступления: многие песни начинаются с монотонного перебора струн, после чего композиция со временем усложняется. Вследствие этого, в одной песне может быть использовано несколько различных тем: к примеру, в «The New» их три, а в «Not Even Jail» радикально меняется концовка песни. Музыку сопровождают тяжёлые, разнообразные и иногда асимметричные барабанные партии. Басовая партия иногда оказывается самой подвижной и сложной, и в некоторых композициях звучит синкопировано.
Основное место в текстах группы занимает любовь и эротика. Как правило, значение текстов несёт мрачный, трагичный оттенок. Весомой отличительной чертой группы является стиль их одежды: музыканты одеваются в чёрное, подчёркнуто элегантно. Вокалист Пол Бэнкс часто выступает в чёрной фетровой шляпе и чёрном костюме, ныне бывший бас-гитарист Карлос Денглер одет в чёрную рубашку с красным галстуком и красной повязкой на рукаве, а гитарист Дэниэл Кесслер носит бакенбарды. Внешним элементам группы — одежде, обложкам дисков, постерам — характерно использование контрастных цветов, как правило, чёрного, белого и красного.
Люди могут сказать, что мы мрачны и меланхоличны, но я называю это романтикой и страстью. Те чувства, которые я испытываю. И благодаря им я чувствую всю прелесть этой жизни.Дэниэл Кесслер, гитарист и основатель группы Interpol.

## Состав

### Текущие участники
- Пол Бэнкс — основной вокал, гитара, бас-гитара, тексты песен (с 1997 года);
- Дэниэл Кесслер — гитара, вокал (с 1997 года);
- Сэм Фогарино — ударные (с 2000 года).

### Бывшие участники
- Грег Друди — ударные (1997—2000);
- Карлос Денглер — бас-гитара, клавишные (1997—2010).

### Сессионные участники
- Эрик Альтеслебен — клавишные, вокал (2002—2003);
- Фредерик Бласко — клавишные, вокал (2004—2005);
- Дэвид «Фермер Дэйв» Шер — клавишные, вокал (2007—2008);
- Дэвид Пайо — бас-гитара (2010—2011);
- Брэндон Кёртис — клавишные, вокал (с 2010 года);
- Брэд Труакс — бас-гитара, бэк-вокал (с 2011 года).

## Дискография
- Turn on the Bright Lights (2002)
- Antics (2004)
- Our Love to Admire (2007)
- Interpol (2010)
- El Pintor (2014)
- Marauder (2018)
- The Other Side of Make-Believe (2022)